# Шевролет болт
Шевролет болт (енгл. Chevrolet Bolt; фр. Chevrolet Bolt) је потпуно електрични аутомобил који производи америчка фабрика аутомобила Шевролет, у сарадњи са LG корпорацијом. Производи се од новембра 2016. године. На европском тржишту продаваће се као Опел ампера-е, која ће кренути са производњом током 2017. године.

## Историјат
Као концептно возило први пут се појавио на салону аутомобила у Детроиту јануара 2015. године. Званично је представљен на међународном салону електронике у Лас Вегасу јануара 2016. године као аутомобил на електрични погон. Према подацима компаније болт може са једним пуњењем батерија да се креће око 320 км. Међутим, америчка агенција за заштиту околине тврди да је радијус кретања већи и да износи 383 км.
Шевролет болт је освојио неколико награда, укључујући и титулу Северноамеричког аутомобила за 2017. годину, која се додељује на салону аутомобила у Детроиту.
Супротставиће се електричним возилима BMW i3 и Тесла модел 3. Производи се у фабрици Орион, у близини Детроита. Болт је електрични хечбек са петоро врата израђен од лаких материјала, попут алуминијума, магнезијума и угљеничних влакана, са циљем смањења масе возила. Точкови су померени на крајеве аутомобила, чиме је добијен већи простор за смештај путника у кабини.
У Сједињеним Државама ће коштати 37.500 долара, али кад се ова сума умањи за 7.500, колико износе државне субвенције, основна цена неће прелазити 30.000 долара. У зависности од савезне државе у којој се продаје, захваљујући подстицајима локалних власти коштаће чак и мање.
За погон користи електромотор са 150 kW (200 КС) 360 Nm максималног обртног момента. Енергију обезбеђују батерије капацитета 60 kWh, развијене у компанији LG. За потпуни допуну батерије на обичну кућну утичницу потребно је девет сати, а из компаније тврде да је могуће напунити до 80% капацитета за само један сат.

## Галерија
- Концепт из 2015.
- Шевролет болт
- Опел ампера-е
- Прикључак за пуњач